# Uppershausen
Uppershausen là một đô thị ở huyện Bitburg-Prüm, trong bang Rheinland-Pfalz, phía tây nước Đức. Đô thị Uppershausen có diện tích 3,4 km², dân số thời điểm ngày 31 tháng 12 năm 2006 là 73 người.